# Krámy
Krámy (in tedesco Kram) è una frazione di Nové Dvory, comune ceco del distretto di Příbram, in Boemia Centrale. Nel 2009 il comune registra 84 abitazioni.

## Geografia fisica
Krámy ha un'area di 393,48 ha (circa 3,39 km²).
Il villaggio dista 1,5 km a sud ovest da Nové Dvory. Altri comuni limitrofi sono Velká Hraštice, Nový Knín e Malá Hraštice ad ovest, Velká Lečice, Malá Lečice, Senešnice e Lahovska a nord, Buš ad est e Sudovice, Křížov, Korkyně, Záborná Lhota, Chotilsko, Mokrsko, Libčice e Prostřední Lhota a sud.